# Juan José Romero (futbolista)
Juan José Romero (Coronel Pringles, 30 de noviembre de 1979) es un exfutbolista que jugaba como arquero y actual entrenador argentino.

## Trayectoria

### Como jugador
Formado en la academia de Gimnasia y Esgrima La Plata, debutó profesionalmente en el primer equipo en la temporada 2001-02. Jugó toda su carrera en clubes de Argentina.

### Como entrenador
Como parte del cuerpo técnico que lideraba Alejandro Sabella fue el entrenador de arqueros de la selección de Argentina, desde 2011 hasta julio de 2014. Tras la salida de Sabella de la selección, firmó por Temperley de Argentina, donde trabajó hasta el 2016, cuando se unió al cuerpo técnico de Guillermo Barros Schelotto para ser el entrenador de arqueros de Boca Juniors.
Luego de dos temporadas y media en Boca, en la temporada 2019 viajó a los Estados Unidos con Barros Schelotto para ser el entrenador de arqueros del LA Galaxy de la Major League Soccer.

## Clubes

### Como jugador
ref.
| Club                        | País      | Año         |
| --------------------------- | --------- | ----------- |
| Gimnasia y Esgrima La Plata | Argentina | 2001 - 2002 |
| Defensa y Justicia          | Argentina | 2002 - 2006 |
| La Plata FC                 | Argentina | 2006 - 2007 |
| Huracán (TA)                | Argentina | 2007 - 2008 |
| Atlético Policial           | Argentina | 2008 - 2009 |
| Rivadavia (L)               | Argentina | 2009 - 2010 |
| Alianza Cutral-co           | Argentina | 2012 - 2013 |

### Como entrenador de arqueros
| Club                   | País           | Año         |
| ---------------------- | -------------- | ----------- |
| Selección de Argentina | Argentina      | 2011 - 2014 |
| Temperley              | Argentina      | 2015 - 2016 |
| Boca Juniors           | Argentina      | 2016 - 2018 |
| LA Galaxy              | Estados Unidos | 2019 - 2020 |